# Ljubo Miloš
Ljubomir "Ljubo" Miloš (25 de fevereiro de 1919 – 20 de agosto de 1948) foi um funcionário público croata que foi membro da Ustaše do Estado Independente da Croácia (NDH) durante a Segunda Guerra Mundial. Ele serviu como comandante do campo de concentração de Jasenovac em diversas ocasiões e foi responsável por várias atrocidades ali cometidas durante a guerra. Ele foi responsável pela morte de milhares de pessoas. 
Ele fugiu da Iugoslávia em maio de 1945 e procurou refúgio na Áustria. Em 1947, regressou à Iugoslávia com a intenção de iniciar uma revolta anticomunista. Ele logo foi preso pelas autoridades iugoslavas e acusado de crimes de guerra. Miloš foi considerado culpado de todas as acusações e enforcado em agosto de 1948.
Ljubo Miloš foi descrito como um "fanático e sádico extremamente otimista. Enquanto Matkovic Ivica era um assassino refinado, Milos Ljubo era um açougueiro brutal".  Ele é conhecido como "um dos piores assassinos Ustaše". 

## Biografia
Miloš nasceu em Bosanski Šamac em 25 de fevereiro de 1919. Miloš frequentou a escola primária em Orašje e Bosanski Brod e concluiu o ensino secundário em Subotica. Ficou em Subotica e trabalhou como secretário municipal. 

## Segunda Guerra Mundial
Em 6 de abril de 1941, as forças do Eixo invadiram a Iugoslávia. Mal equipado e mal treinado, o Exército Real Iugoslavo foi rapidamente derrotado.  O país foi então desmembrado e o extremista nacionalista e fascista croata Ante Pavelić, que estava exilado na Itália de Benito Mussolini, foi nomeado Poglavnik (líder) de um estado croata liderado pelos Ustaše - o Estado Independente da Croácia (muitas vezes chamado de NDH, do em croata:  Nezavisna Država Hrvatska). O NDH combinou quase toda a Croácia moderna, toda a Bósnia e Herzegovina moderna e partes da Sérvia moderna num "quase-protetorado ítalo-alemão".   As autoridades do NDH, lideradas pela milícia Ustaše,  implementaram posteriormente políticas genocidas contra a população sérvia, judaica e cigana que vivia dentro das fronteiras do novo estado. 
Miloš chegou a Zagreb em junho de 1941 e se encontrou com seu primo, o comandante Ustaše Vjekoslav Luburić. Luburić fez dele seu braço direito e usou sua influência para conseguir uma posição para Miloš no Serviço de Supervisão Ustaše (em croata:  Ustaška nadzorna služba, UNS), que administrava o campo de concentração de Jasenovac. Em outubro, Miloš foi nomeado comandante do campo e promovido ao posto de primeiro-tenente. Miloš foi pessoalmente responsável pela segurança do político croata Vladko Maček durante a sua prisão, de 15 de outubro de 1941 a 15 de março de 1942.  Maček ao ver Miloš, antes de ir para a cama, sempre fazia o sinal da cruz, perguntava-lhe se ele “temia o castigo de Deus” pelas atrocidades que cometeu no campo. Miloš respondeu: "Não me diga nada. Eu sei que vou queimar no inferno pelo que fiz. Mas vou queimar pela Croácia." 

Miloš foi transferido para o campo de concentração de Đakovo no início de 1942, mas regressou a Jasenovac e reassumiu o cargo de comandante do campo na primavera.  Ele parecia competir com os outros comandantes do campo para ver quem conseguia torturar e matar mais presos.  Uma testemunha relatou que Miloš esfaqueou um homem duas vezes com uma faca porque o homem escondia dinheiro.  Outra vez, Miloš tirou 25 prisioneiros de uma fila, pegou um rifle e atirou em todos eles.  Miloš costumava vestir uma túnica branca e fingia ser médico na frente de presidiários doentes. Às vezes, ele levava os candidatos para serem hospitalizados, alinhava-os contra a parede e cortava-lhes a garganta com uma faca mortífera.  Ele parecia "muito orgulhoso" deste "matança ritual dos [judeus]..."  A testemunha Milan Flumiani relembrou:
[Assim] que nós dezessete chegamos a Jasenovac, Ustaše nos espancou com coronhas e nos levou para a Brick Factory, onde Ljubo Miloš já havia alinhado dois grupos, enquanto chegávamos como um terceiro grupo especial. Maričić perguntou a Ljubo Miloš, "quem devo apontar primeiro?", e Miloš respondeu, "onde há mais deles", e ambos apontaram espingardas automáticas aos 40 homens dos dois primeiros grupos e dispararam contra todos eles. Depois disso, ele perguntou ao primeiro homem do nosso grupo por que ele veio aqui, e quando esse homem respondeu que era culpado de ter nascido sérvio, ele atirou nele na hora. Então ele escolheu Laufer, um advogado de Zagreb, e perguntou-lhe o que ele era, e quando ele respondeu, chamou-o assim - "Gosto muito de advogados, chegue mais perto" - e matou-o imediatamente. Depois descobriu que um terceiro homem era médico de Zagreb e ordenou-lhe que examinasse os dois primeiros homens e verificasse se estavam mortos. Quando o médico confirmou que sim, ele se voltou para o quarto homem e ao descobrir que ele também era médico, “perdoou” todo o grupo.
Miloš também criou um cão de caça e o treinou para atacar presidiários.  Durante o verão de 1942, ele viajou para a Itália para concluir um curso de aplicação da lei em Turim, mas retornou ao NDH depois de apenas dez dias. Em setembro, ele retornou a Jasenovac e assumiu o papel de comandante assistente do campo. As tropas sob o comando de Miloš invadiram várias aldeias perto de Jasenovac em outubro de 1942, saquearam inúmeras casas, prenderam centenas de camponeses sérvios e deportaram-nos para os campos. As autoridades do NDH souberam das operações pouco depois e prenderam Miloš. Ele não ficou preso por muito tempo, pois Luburić ordenou sua libertação em 23 de dezembro de 1942. Em janeiro de 1943, Miloš ingressou na Guarda Nacional Croata (Hrvatsko domobranstvo) e ficou estacionado em Mostar. Retornou a Zagreb em abril de 1943, onde permaneceu até a primavera do ano seguinte. Em setembro, foi nomeado comandante da prisão de Lepoglava. 

Uma testemunha, Danon Jakob, relatou sobre o assassinato de vítimas recém-chegadas no dia de Natal, afirmando que: 
Matijevic Joso empurrou os prisioneiros na direção de Ljubo Miloš com uma baioneta. Suas mãos estavam amarradas nas costas. Miloš  esfaqueou cada um deles com um golpe forte de uma grande faca de açougueiro e cortou suas gargantas. 

## Captura e morte
No final da Segunda Guerra Mundial, Miloš alcançou o posto de major.  Ele fugiu da Iugoslávia no início de maio de 1945 e retirou-se através da Áustria para o norte da Itália controlado pelos Aliados com a ajuda da Igreja Católica Romana.  Ele logo retornou à Áustria e lá estabeleceu ligações com emigrados croatas. Ele cruzou ilegalmente a fronteira entre a Iugoslávia e a Hungria em 1947 com a intenção de se infiltrar na Croácia com guerrilheiros anticomunistas conhecidos como Cruzados (križari). Miloš foi preso pelas autoridades iugoslavas em 20 de julho de 1947, acusado de crimes de guerra e julgado no ano seguinte.  Durante seu julgamento, ele confessou ter matado presidiários de Jasenovac  e testemunhou que os Ustaše haviam traçado planos para o extermínio dos sérvios muito antes de 1941.   Miloš foi considerado culpado de todas as acusações em 20 de agosto de 1948 e condenado à morte pelo Supremo Tribunal da República Popular da Croácia.  Ele foi enforcado em Zagreb no mesmo dia. 